# Михайлово-Ярцевский сельский округ
Михайлово-Ярцевский сельский округ — упразднённая административно-территориальная единица, существовавшая на территории Подольского района Московской области в 1994—2006 годах.
Ярцевский сельсовет был образован в первые годы советской власти. По данным 1919 года он входил в состав Краснопахорской волости Подольского уезда Московской губернии.
В 1922 году из Ярцевского с/с был выделен Заболотьевский с/с.
В 1926 году Ярцевский с/с включал деревню Ярцево и лесную сторожку.
В 1929 году Ярцевский сельсовет вошёл в состав Краснопахорского района Московского округа Московской области. При этом он был переименован в Михайловский сельсовет.
17 июля 1939 года к Михайловскому с/с было присоединено селение Терехово упразднённого Варваринского с/с, а также селения Лужки, Сенькино и Секерино упразднённого Лужковского с/с. Одновременно из Михайловского с/с в новый Сипягинский с/с было передано селение Ярцево.
4 июля 1946 года Краснопахорский район был переименован в Калининский.
14 июня 1954 года к Михайловскому с/с был присоединён Сипягинский с/с.
7 декабря 1957 года Калининский район был упразднён и Михайловский с/с вошёл в Подольский район.
1 февраля 1963 года Подольский район был упразднён и Михайловский с/с вошёл в Ленинский сельский район. При этом он был переименован в Михайлово-Ярцевский сельсовет.
11 января 1965 года Михайлово-Ярцевский с/с был возвращён в восстановленный Подольский район.
3 февраля 1994 года Михайлово-Ярцевский с/с был преобразован в Михайлово-Ярцевский сельский округ.
25 февраля 2003 года в Михайлово-Ярцевском с/о был образован посёлок Армейский.
В ходе муниципальной реформы 2004—2005 годов Михайлово-Ярцевский сельский округ прекратил своё существование как муниципальная единица. При этом все его населённые пункты были переданы в сельское поселение Михайлово-Ярцевское.
29 ноября 2006 года Михайлово-Ярцевский сельский округ исключён из учётных данных административно-территориальных и территориальных единиц Московской области.